# Veriora
Veriora – alevik w estońskiej prowincji Põlvamaa. Stanowi ośrodek administracyjny gminy Veriora. 31 grudnia 2011 roku zamieszkana przez 409 osób.
W mieście znajduje się stacja kolejowa na linii Tartu – Pieczory.